# Steinberg (Groß Pankow)
Steinberg ist ein bewohnter Gemeindeteil der Gemeinde Groß Pankow im Landkreis Prignitz in Brandenburg. Es gehört zum Ortsteil Gulow-Steinberg. Die urkundliche Ersterwähnung ist auf das Jahr 1424 zurückzuführen.

## Geografie und Verkehrsanbindung
Steinberg liegt nordwestlich des Kernortes Groß Pankow an der Kreisstraße K 7028. Westlich verläuft die Landesstraße L 10, nördlich die L 103 und östlich die L 102. Am westlichen Ortsrand fließt der Schlatbach, ein rechter Nebenfluss der Stepenitz.

## Sehenswürdigkeiten
Als Baudenkmale sind ausgewiesen (siehe Liste der Baudenkmale in Groß Pankow (Prignitz)#Steinberg):
- Gehöft, bestehend aus Wohnhaus, drei Wirtschaftsgebäuden und Hofpflasterung (Am Ring 9/10)
- Wegweiser, an der Landesstraße L 102, 800 m nordöstlich von Gramzow